# Le Bry
Le Bry är en ort i kommunen Pont-en-Ogoz i kantonen Fribourg, Schweiz. Le Bry var tidigare en egen kommun, men den 1 januari 2003 slogs kommunerna Avry-devant-Pont, Le Bry och Gumefens samman till den nya kommunen Pont-en-Ogoz.